# フェルディナン・ド・レセップス

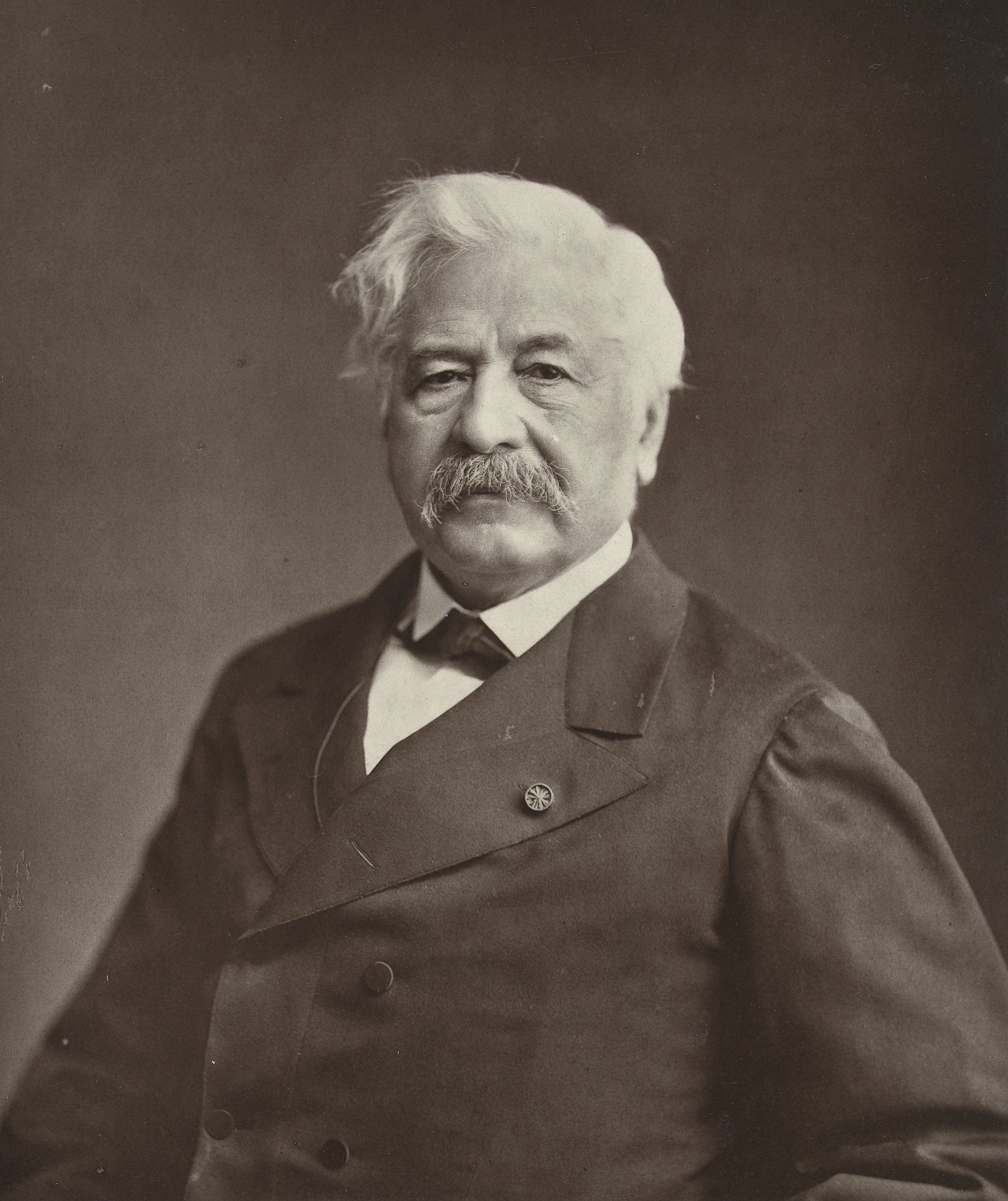
フェルディナン・ド・レセップス

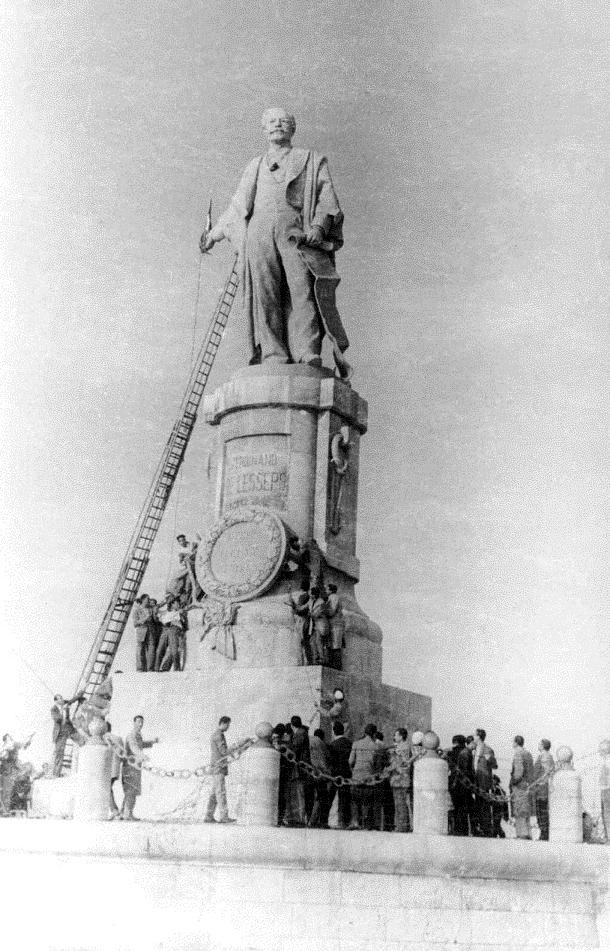
ポートサイド港にあったレセップス像。1899年に建てられたが、スエズ動乱後の1956年12月22日に爆破・撤去された。

フェルディナン・マリ・ヴィコント・ド・レセップス（Ferdinand Marie Vicomte de Lesseps、1805年11月19日 - 1894年12月7日）は、フランスの外交官、実業家。スエズ運河を建設したことで知られている。

## 生涯
1805年、ヴェルサイユで外交官マティユ・ド・レセップスとスペイン人カトリーヌの間に生まれた。叔父のバルテルミー・ド・レセップスは、ラ・ペルーズ伯の探険航海に参加し、その報告書レセップスの旅行日記（フランス語: Journal historique du voyage de M. de Lesseps）の著者。ナポレオン3世の皇后ウジェニー・ド・モンティジョのいとこにあたる。
1825年からリスボン・チュニスで領事を務めた。1833年に駐アレキサンドリア副領事としてエジプトへ着任する途上、船内でコレラが発生して上陸が一時停止され、海上で隔離されたときに暇つぶしに読んだ、フランス人技師ルペールがナポレオンへ宛てたエジプトに関する報告書から、スエズ運河構築の夢を抱く。
1834年から1837年までカイロ領事となった。その際にエジプト総督家から厚遇され、少年時代のサイード・パシャの家庭教師を務めてとても慕われた。1848年から1849年までマドリードで大使として駐在した。1849年に外交官の職を辞すが、1854年、隠居中に妻や息子に立て続けに先立たれた。
失意のうちにいた折、エジプト総督アッバース・パシャが暗殺された。カイロ領事時代に家庭教師をした教え子のサイード･パシャが1854年に即位すると訪問して歓迎された。このときにスエズ運河の開発を提案して同意を取り付けた。ただし、エジプトの宗主国であるオスマン帝国スルタンの承認なき場合は無効というものであった。オスマン帝国は運河がトルコとエジプトの国境になるのをおそれ反対した。
同年11月30日に開削権を与えられたが、元来、運河に反対で自国の通商への脅威とみなしているイギリスもオスマン帝国スルタンに圧力をかけ、たびたび妨害した。
レセップスは、親族であるナポレオン3世や、イギリスのパーマストン首相をも説得、イギリス内で何度も講演を行ったが、工事の着工は延滞した。レセップスはあきらめず、1854年国際スエズ運河株式会社を設立して株式を売却することで国際世論に訴えた。1855年にオスマン帝国スルタン未承認のまま試験掘削という名目で着工した。
1863年1月にサイードが急死した。後継にイスマーイール・パシャが就いた。イギリスはさらにオスマン帝国スルタンとイスマーイールに圧力をかけたが、フランス皇帝・ナポレオン3世が仲裁に入り、難工事と疫病の蔓延を克服して1869年に完成させ、開通式には7000名の各国の王族や名士が参列した。のちにスエズ運河会社は莫大な利益をあげて1つの国家の様相を呈した。1870年にアルバート・メダルを受賞した。
晩年はパナマ運河開発に取り組み、1881年パナマ運河会社社長に就任した。黄熱病が猛威を振るうパナマでの工事は困難を極め、加えて経営の乱脈のため世評が悪化し、資金募集に行き詰まった。新法律の制定で認められた富くじ付き債券を発行して募集につとめたが、会社は1889年に破産した。史上有名なパナマ疑獄事件が起こり、背任と詐欺のかどで禁固5年を宣告され、上告の結果、1893年最高法廷で無罪判決を勝ち取った。この事件に巻き込まれて名声を失い、自身の精神の病が原因となり、1894年に失意のまま死去した。